# Халитовское сельское поселение
Хали́товское се́льское поселе́ние — муниципальное образование в Кунашакском районе Челябинской области Российской Федерации. В рамках административно-территориального устройства муниципальное образование  соответствует административно-территориальной единице Халитовский сельсовет.
Административный центр — село Халитово.

## История
Статус и границы сельского поселения установлены Законом Челябинской области от 12 ноября 2004 года № 288-ЗО «О статусе и границах Кунашакского муниципального района и сельских поселений в его составе»

## Население
| 2002  | 2010  | 2011  | 2012  | 2013  | 2014  | 2015  |
| ----- | ----- | ----- | ----- | ----- | ----- | ----- |
| 4433  | ↘4246 | ↘4242 | ↗4256 | ↘4246 | ↗4263 | ↘4212 |
| 2016  | 2017  | 2018  | 2019  | 2020  | 2021  | 2023  |
| ↘4150 | ↘4116 | ↘4032 | ↘3912 | ↘3890 | ↗3994 | ↘3930 |

## Состав сельского поселения
| №  | Населённый пункт   | Тип населённого пункта       | Население |
| -- | ------------------ | ---------------------------- | --------- |
| 1  | Баракова           | деревня                      | ↘263      |
| 2  | Баязитова          | деревня                      | ↘373      |
| 3  | Большая Казакбаева | деревня                      | ↗403      |
| 4  | Бурино             | деревня                      | ↘360      |
| 5  | Кубагушева         | деревня                      | ↘339      |
| 6  | Кунакбаева         | деревня                      | ↘237      |
| 7  | Малая Казакбаева   | деревня                      | ↗151      |
| 8  | Мансурова          | деревня                      | ↘191      |
| 9  | Тахталым           | станция                      | ↘269      |
| 10 | Халитово           | село, административный центр | ↘1660     |